# Andreas Kotelnik
Andreas Kotelnik, född 29 december 1977 i Lvov, Ukrainska SSR, Sovjetunionen, är en ukrainsk boxare som tog OS-silver i lättviktsboxning 2000 i Sydney. Kotelnik förlorade finalen mot kubanen Mario Kindelán.